# Roy J. Glauber
Roy Jay Glauber (1 tháng 9 năm 1925 – 26 tháng 12 năm 2018) là nhà vật lý người Mỹ. Ông được trao Giải Nobel Vật lý vào năm 2005 do những đóng góp của ông cho lý thuyết lượng tử của tính kết hợp quang. Ông là người đề nghị sử dụng lý thuyết lượng tử để mô tả ánh sáng laser. Năm 1963, Glauber đã phát triển một phương pháp nhằm áp dụng sự lượng tử hóa điện từ trường để hiểu chính xác các kết quả thực nghiệm quang học như sự tách sóng quang điện. Nhờ lý thuyết đó, ông đã chứng minh được rằng sự bó mà Robert Browm Hanbury và Michael Twiss phát hiện ra chẳng qua chỉ là một hệ quả tự nhiên từ bản chất ngẫu nhiên của bức xạ nhiệt. Công trình của Glauber đã đặt cơ sở cho những phát triển trong tương lai trong lĩnh vực mới là quang học lượng tử.